# José Ramón del Sol
José Ramón del Sol Fernández (Madrid, 2 de mayo de 1924–Madrid, 4 de enero de 1986) fue un ginecólogo español, catedrático de obstetricia y ginecología y rector de la Universidad de Valladolid en la década de 1970.

## Biografía
Licenciado en medicina en 1949 por la Universidad de Madrid, Del Sol obtuvo en 1951 el título de Doctor en medicina con premio extraordinario, con una tesis titulada Investigaciones sobre la fisiología y farmacología del útero humano in vitro. Fue pensionado por el CSIC para ampliar estudios en el extranjero y desarrolló una destacada carrera académica en el ámbito de la ginecología.
En 1966 obtuvo la cátedra de obstetricia y ginecología en la Facultad de Medicina de la Universidad de Valladolid. En 1972 fue nombrado rector de esta universidad, convirtiéndose en procurador en las Cortes franquistas a raíz de su nombramiento. Tuvo un papel protagonista durante los sucesos que motivaron el cierre de la universidad entre febrero y octubre de 1975, siendo víctima del lanzamiento de huevos frente al edificio de la facultad que desembocó en la clausura de la actividad académica vallisoletana.
Cesado en octubre como rector y reemplazado por Juan Antonio Arias Bonet, trasladó su plaza a la Facultad de Medicina de la Universidad Complutense de Madrid. Como catedrático en la Universidad Complutense, impartió clases en el Hospital Clínico San Carlos de Madrid, donde también mantenía una consulta privada. En 1982 fue nombrado presidente de la Sociedad Española de Ginecología y Obstetricia.
Se suicidó el 4 de enero de 1986 de un disparo en la cabeza junto a su despacho en el Hospital Clínico San Carlos.